# Sparks (Imogen Heap)
Sparks è il quarto album discografico in studio della cantante inglese Imogen Heap, pubblicato nel 2014.

## Tracce
1. You Know Where to Find Me – 4:56
2. Entanglement – 4:19
3. The Listening Chair – 5:24
4. Cycle Song – 2:25
5. Telemiscommunications (feat. deadmau5) – 3:55
6. Lifeline – 4:46
7. Neglected Space – 5:13
8. Minds Without Fear (feat. Vishal-Shekhar) – 3:41
9. Me the Machine – 4:26
10. Run-Time – 4:56
11. Climb to Sakteng – 3:37
12. The Beast – 3:26
13. Xizi She Knows – 4:43
14. Propeller Seeds – 3:51